# Белая (приток Чёрной Холуницы)
Белая — река в России, протекает в Омутнинском и Белохолуницком районах Кировской области. Устье реки находится в 46 км по правому берегу реки Чёрная Холуница. Длина реки составляет 19 км.
Исток реки в лесах в 6 км к северо-востоку от посёлка Чёрная Холуница. Река течёт на север и северо-запад по ненаселённому, заболоченному лесному массиву. Верхнее течение лежит в Омутнинском районе, нижнее в Белохолуницком. Впадает в Чёрную Холуницу выше посёлка Боровка (Троицкое сельское поселение).

## Данные водного реестра
По данным государственного водного реестра России относится к Камскому бассейновому округу, водохозяйственный участок реки — Вятка от истока до города Киров, без реки Чепца, речной подбассейн реки — Вятка. Речной бассейн реки — Кама.
По данным геоинформационной системы водохозяйственного районирования территории РФ, подготовленной Федеральным агентством водных ресурсов:
- Код водного объекта в государственном водном реестре — 10010300212111100030481
- Код по гидрологической изученности (ГИ) — 111103048
- Код бассейна — 10.01.03.002
- Номер тома по ГИ — 11
- Выпуск по ГИ — 1